# Mùa bão ở châu Âu 2023-24
Mùa bão ở châu Âu 2023–2024 là lần thứ chín về đặt tên bão và dự báo bão tại châu Âu theo mùa bão. Đây là mùa thứ năm mà Hà Lan sẽ tham gia, cùng với các cơ quan khí tượng của Ireland và Vương quốc Anh (Nhóm phía Tây). Tên bão của mùa mới được phát hành vào ngày 1 tháng 9 năm 2023. Các cơn bão xảy ra cho đến ngày 31 tháng 8 năm 2024 sẽ được đưa vào phần này. Các cơ quan khí tượng Bồ Đào Nha, Tây Ban Nha, Pháp và Bỉ cũng sẽ cộng tác với sự tham gia của cơ quan khí tượng Luxembourg (Nhóm Tây Nam). Đây là mùa bão thứ ba mà Hy Lạp, Israel và Síp (nhóm Đông Địa Trung Hải) đặt tên cho các cơn bão ảnh hưởng đến khu vực của họ. Đây cũng là mùa bão thứ ba có sự tham gia Ý, Slovenia, Croatia, Montenegro, Bắc Macedonia và Malta (Nhóm Trung Địa Trung Hải) và sự tham gia không chính thức của nhóm Đan Mạch, Na Uy, Thụy Điển (Nhóm Bắc Âu).

## Tên bão

### Cụm phía Tây (Anh, Ireland và Hà Lan đặt tên)
| - Agnes - Babet - Ciarán - Debi - Elin - Fergus - Gerrit | - Henk - Isha - Jocelyn - Kathleen - Lilian - Minnie (chưa sử dụng) - Nicholas (chưa sử dụng) | - Olga (chưa sử dụng) - Piet (chưa sử dụng) - Regina (chưa sử dụng) - Stuart (chưa sử dụng) - Tamiko (chưa sử dụng) - Vincent (chưa sử dụng) - Walid (chưa sử dụng) |

### Cụm Tây Nam (Pháp, Tây Ban Nha, Bồ Đào Nha, Bỉ và Luxembourg đặt tên)
| - Aline - Bernard - Celine - Domingos - Elisa - Frederico - Geraldine | - Hipolito - Irene - Juan - Karlotta - Louis - Monica - Nelson | - Olivia - Pierrick - Renata - Sancho (chưa sử dụng) - Tatiana (chưa sử dụng) - Vasco (chưa sử dụng) - Wilhelmina (chưa sử dụng) |

### Cụm Trung Địa Trung Hải (Ý, Slovenia, Croatia, Bosnia & Herzegovina, Montenegro, Bắc Macedonia và Malta đặt tên)
| - Alexis - Bettina - Ciro - Dorothea - Emil - Fedra - Gori | - Helga (chưa sử dụng) - Italo (chưa sử dụng) - Lilith (chưa sử dụng) - Marco (chưa sử dụng) - Nada (chưa sử dụng) - Ole (chưa sử dụng) - Palmira (chưa sử dụng) | - Rocky (chưa sử dụng) - Shirlene (chưa sử dụng) - Tino (chưa sử dụng) - Ute (chưa sử dụng) - Vito (chưa sử dụng) - Zena (chưa sử dụng) |

### Cụm Đông Địa Trung Hải (Hi Lạp, Israel và Cộng hoà Síp đặt tên)
| - Avgi - Ben (chưa sử dụng) - Cornelius (chưa sử dụng) - Doros (chưa sử dụng) - Eden (chưa sử dụng) - Fedra (chưa sử dụng) - Gea (chưa sử dụng) - Hillel (chưa sử dụng) - Iris (chưa sử dụng) | - Kerean (chưa sử dụng) - Leonidas (chưa sử dụng) - Maria (chưa sử dụng) - Nir (chưa sử dụng) - Olympias (chưa sử dụng) - Petros (chưa sử dụng) - Qamar (chưa sử dụng) - Raphael (chưa sử dụng) - Sofia (chưa sử dụng) | - Tal (chưa sử dụng) - Urania (chưa sử dụng) - Viran (chưa sử dụng) - Widad (chưa sử dụng) - Xenophon (chưa sử dụng) - Yakinthi (chưa sử dụng) - Ziv (chưa sử dụng) |

### Cụm phía Bắc (Đan Mạch, Na Uy, Thuỵ Điển đặt tên)
Đặt tên không kèm theo danh sách.
- Pia
- Ingunn

### Đại học Tự do Berlin(FUB) đặt tên
Cũng như PAGASA đặt tên cho các cơn bão ở khu vực Tây Bắc Thái Bình Dương, những tên được đặt bởi FUB sẽ được viết trong dấu ngoặc đơn (xem trong bài). Đặt tên không kèm theo danh sách.
Dưới đây là các cơn bão được đặt tên bởi FUB mà không có tên quốc tế chính thức, thì tên bão sẽ được viết in nghiêng trong bài.
- Oliver
- Brigitta
- Gabriele
- Patricia
- Radha